# Люк-Кристофър Матютю
Люк-Кристофър Матютю (на френски език - Luc-Christopher Matutu) е френски футболист, защитник.

## Статистика по сезони[2]
| Сезон   | Отбор          | Първенство           | Мачове | Голове |
| ------- | -------------- | -------------------- | ------ | ------ |
| 2011/12 | Байон          | Шампионат национал   | 29     | 1      |
| 2012/13 | Бове           | Аматьорски шампионат | 20     | 0      |
| 2013/14 | Локомотив (Сф) | А група              | 16     | 0      |